# Selengà (Buriàtia)
|  | No s'ha de confondre amb Selengà. |

Selengà (en rus: Селенга) és un poble de la República de Buriàtia, a Rússia, segons el cens del 2010 tenia 99 habitants.